# Eterna tentatrice
Eterna tentatrice (The Eternal Temptress) è un film muto del 1917 diretto da Émile Chautard. Nei panni della principessa, Lina Cavalieri al suo quarto film.

## Trama
Ai tempi della prima guerra mondiale. Poche settimane prima dell'entrata in guerra dell'Italia, Harry Althrop, figlio di un diplomatico statunitense, conosce un'affascinante principessa italiana. Il giovane se ne innamora, ignorando che la donna è, in realtà, una spia austriaca, il cui compito è quello di impadronirsi di alcune carte segrete in possesso di suo padre.

## Produzione
Prodotto dalla Famous Players Film Company

## Distribuzione
Il film venne distribuito dalla Paramount Pictures e dalla Famous Players Film Company che lo fece uscire nelle sale USA il 9 dicembre 1917. In Portogallo, fu distribuito con il titolo A Eterna Tentadora il 1º ottobre 1920.